# Selecció femenina de futbol de Suïssa
La selecció femenina de futbol de Suïssa representa a Suïssa en les competicions de futbol femení de seleccions. Va jogar el seu primer partit al 1972 y va ser una de les 16 seleccions que van jogar la fase de classificació per a la primera Eurocopa en 1984. En 2015 es van classificar per primera vegada per a un torneig, el Mundial del Canadà, on van arribar al vuitens de final.

## Planter (Mundial 2015)
| Porteres                     | Defenses                                                 | Centrecampistes                                          | Davanteres                                      |
| ---------------------------- | -------------------------------------------------------- | -------------------------------------------------------- | ----------------------------------------------- |
| Michel Oehrli Thalmann —— —— | Abbé Betschart Kiwic Kuster Maritz Rinast Remund Schwarz | Aigbogun Bernauer Bürki Humm Ismaili Moser Wälti Zehnder | Bachmann Crnogorcevic Deplazes Dickenmann —— —— |

| FC Basel          | Aigbogun                                |
| Bayern de Múnic   | Abbé, Bürki                             |
| Berner Young Boys | Ismaili, Oehrli                         |
| MSV Duisburg      | Kiwic, Thalmann                         |
| 1.FFC Frankfurt   | Crnogorcevic                            |
| TSG Hoffenheim    | Moser                                   |
| USV Jena          | Michel                                  |
| 1.FC Köln         | Rinast                                  |
| FC Rosengard      | Bachmann                                |
| Sunnana SK        | Betschart                               |
| Turbine Potsdam   | Wälti                                   |
| Valerenga IF      | Schwarz                                 |
| VfL Wolfsburg     | Bernauer, Dickenmann, Maritz            |
| FC Zürich         | Deplazes, Humm, Kuster, Remund, Zehnder |

## Trajectòria
| Eurocopa 1984  | 1 2 3 4     |         |         |     |
| Eurocopa 1987  | 1 2 3 4     |         |         |     |
| Eurocopa 1989  | 1 2 3 4     |         |         |     |
| Eurocopa 1991  | 1 2 3       |         |         |     |
| Eurocopa 1993  | 1 2 3       |         |         |     |
| Eurocopa 1995  | 1 2 3 4     |         |         |     |
| Eurocopa 1997¹ | 1 2 3 4     |         |         |     |
| Mundial 1999   | 1 2 3 4     |         |         |     |
| Eurocopa 2001  | 1 2 3 4     |         |         |     |
| Mundial 2003   | 1 2 3       |         |         |     |
| Eurocopa 2005  | 1 2 3 4 5   |         |         |     |
| Mundial 2007   | 1 2 3 4 5   |         |         |     |
| Eurocopa 2009  | 1 2 3 4 5   |         |         |     |
| Mundial 2011   | 1 2 3 4 5   | 1 2 3 4 |         |     |
| Eurocopa 2013  | 1 2 3 4 5 6 |         |         |     |
| Mundial 2015   | 1 2 3 4 5 6 |         | 1 2 3 4 | 1-0 |

¹ Va jugar en una segona divisió, sense opcions de classificar-se'n.